# Храми Рівного

## Християнство
Українська православна церква (Московський патріархат)
- Церква всіх Волинських святих
- Церква святого Пантелеймона
- Церква Миколая Чудотворця
- Церква Успіння Богородиці
- Храм святих первоверховних апостолів Петра і Павла
- Церква преподобного Сергія Радонезького[2][3]
- Свято-Георгіївське подвір'я Свято-Миколаївського Городоцького жіночого монастиря

Православна церква України
- Свято-Троїцька церква
- Свято-Покровський кафедральний собор
- Свято-Воскресенський собор
- Церква праведної Юліани Ольшанської

Українська греко-католицька церква
- Собор Святого Миколая Чудотворця.

Римо-католицька церква
- Костел святих Петра і Павла

Протестантизм
Баптизм
- Церква «Преображення»
- Перша Рівненська церква
- Церква «Благодать»

П'ятидесятники
- Церква «Світанкова зоря»
- Церква «Добрий самарянин»
- Церква «Божого Спасіння»

### Інші
- Свідки Єгови

## Індуїзм
- Центр ведичної культури (Міжнародне Товариство Свідомості Крішни).